# Smetana (cràter)
Smetana és un cràter d'impacte en el planeta Mercuri de 191 km de diàmetre. Porta el nom del compositor txec Bedřich Smetana (1824-1884), i el seu nom va ser aprovat per la Unió Astronòmica Internacional el 1985.